# DKW F 102
A DKW F 102 egy középkategóriás autó, amelyet az Auto Union autógyár készített a Német Szövetségi Köztársaságban. A DKW modellek utolsó típusa. Az NSZK autóiparának mindeddig utolsó, kétütemű motorral ellátott sorozatgyártású személygépkocsijaként tartják számon. 1963 augusztusában mutatták be.

## Fordítás

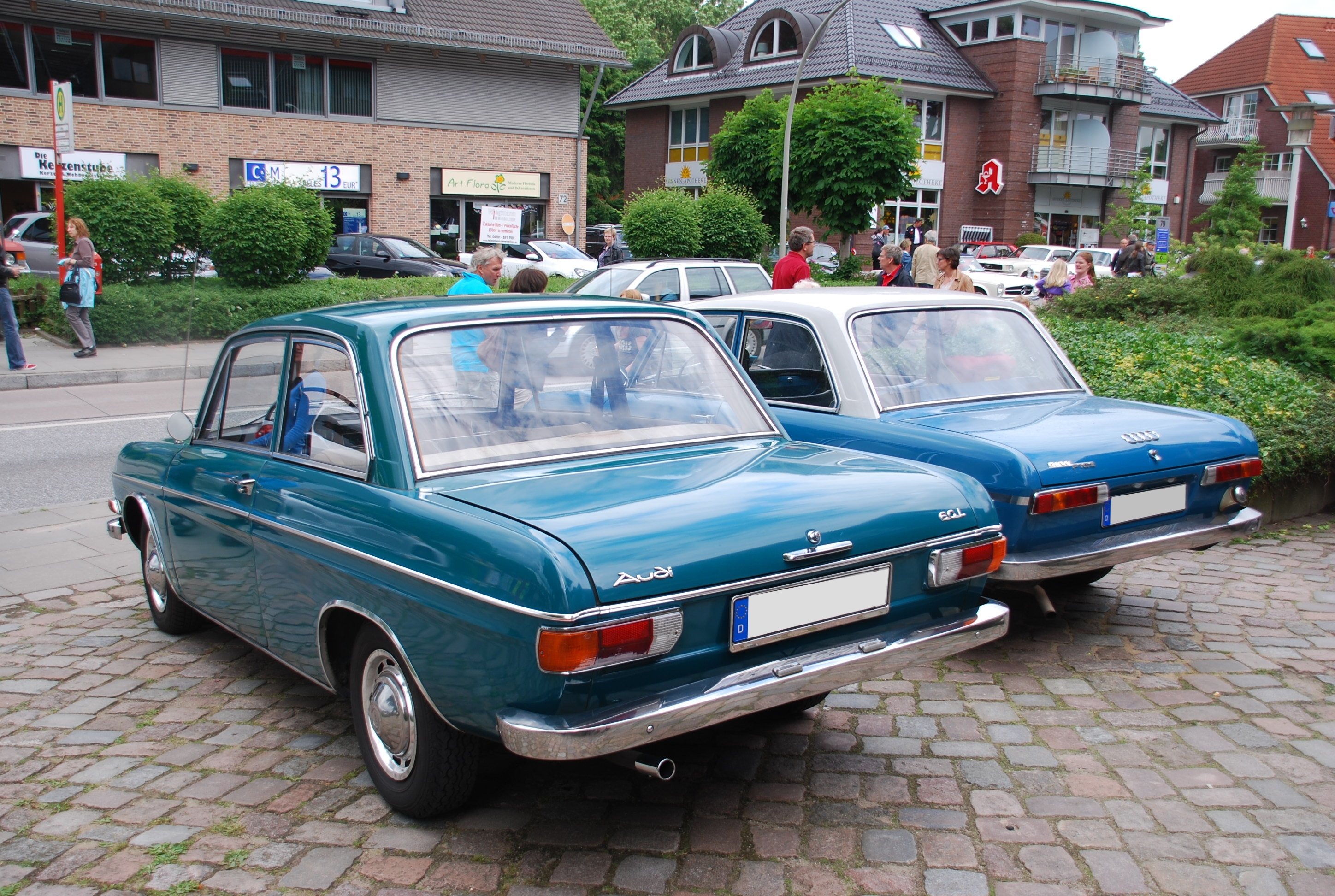

- Ez a szócikk részben vagy egészben a DKW F 102 című német Wikipédia-szócikk fordításán alapul.  Az eredeti cikk szerkesztőit annak laptörténete sorolja fel. Ez a jelzés csupán a megfogalmazás eredetét és a szerzői jogokat jelzi, nem szolgál a cikkben szereplő információk forrásmegjelöléseként.